# Arroyo Itay
El arroyo Itay es un cauce hídrico del Departamento Central y la capital de la República del Paraguay. Su naciente está situada en las planicies del Ybytypanemá (en las colinas de Asunción) y su desembocadura en el río Paraguay por medio del "riacho San Francisco". 
Este arroyo tiene un recorrido de aproximadamente 35 kilómetros y sirve como límite natural de las jurisdicciones de los municipios de Asunción y Luque, Luque y Mariano Roque Alonso, y Limpio y Mariano Roque Alonso. También este mismo cauce se encuentra rodeado por llanos o terrenos bajos los cuales crean serios inconvenientes en los barrios y compañías del Gran Asunción en momentos de mucha lluvia por los desbordes. 
Actualmente se encuentra con muchos problemas de contaminación debido a las industrias y vertederos por el cual recorre.
Al principio del siglo XXI, comenzaron los trabajos de alcantarillado de dicho arroyo por parte del Ministerio de Obras Públicas y Comunicaciones a fin de solucionar los problemas que ocasionan los desbordes de este el cual benefició a los municipios de Asunción, Fernando de la Mora, y Luque.
El "Arroyo Itay"  esta en proceso de recuperación desde el año 2000.